# Cavallucci
I cavallucci sono dolci di origine Toscana, composti da un impasto molto consistente aromatizzato con spezie e arricchito di noci.
Dolci di antiche origini, già diffusi ai tempi di Lorenzo il Magnifico con il nome di Biriquocoli, sono preparati per conservarsi a lungo.
Gli ingredienti tipici sono miele e più recentemente zucchero, farina, noci, spezie e canditi raffinati. Successivamente presero il nome di cavallucci, perché venivano offerti soprattutto nelle osterie di campagna, dove si fermavano diligenze e barrocci e venivano consumati dai conducenti di cavalli e dai passanti.
I cavallucci vengono serviti con vini liquorosi nei quali vengono solitamente inzuppati: Vin santo, Marsala, Passito di Pantelleria, Asti spumante o Moscato.

## Preparazione
Il metodo per ottenere l'impasto di questi biscotti è piuttosto semplice: una volta fatto sciogliere a fuoco molto lento un composto di acqua, zucchero e miele, si impasta il caramello formatosi con: farina tipo "0", zucchero e/o miele, canditi (arancia, cedro), anice, noci e lievito, e si preparano delle forme allungate con diametro di circa 2/3 cm. Successivamente si procede alla divisione dei filoncini di impasto in piccole parti che, dopo una cottura di circa mezz'ora a 200 °C, saranno pronti da servire in tavola, o da confezionare.

## Origine[2]

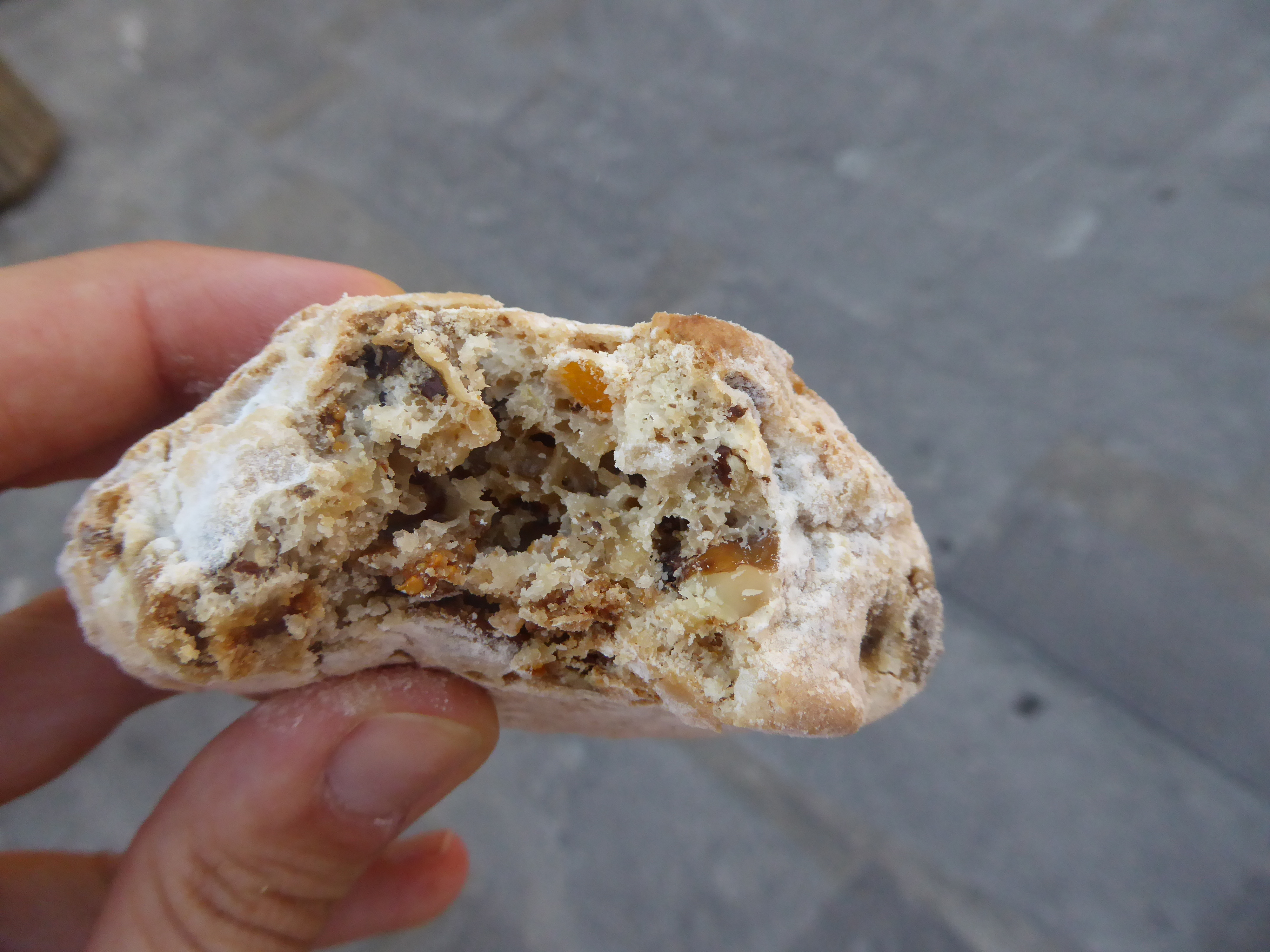
Vista interna di un cavalluccio da un forno di Siena

Si può trovare un particolare riferimento storico che dà la possibilità di delineare temporalmente l'origine di questi biscotti: appare infatti da numerose carte dell'epoca che il Concistoro, dal 1515, avesse usanza di distribuire tra i suoi membri panpepato e "berriguocoli", che altro non erano se non i moderni Cavallucci, che hanno nel tempo acquisito questo nome per via della loro grande diffusione tra la gente di cavalli che frequentava le stazioni di cambio e di posta.